# Vitebsk
Vitebsk (bjeloruski: Ві́цебск, ruski: Витебск) je grad u Bjelorusiji blizu granica s Rusijom i Latvijom. Godine 2009. imao je 347.900 stanovnika i četvrti je grad po veličini u Bjelorusiji.

## Povijest
Vitebsk je razvijen od riječne luke na rijeci Vitbi (bjeloruski: Ві́цьба, ruski: Ви́тьба; iz koje potječe ime Vitebsk). Službena godina osnivanja je 947. (postoje verzije iz 974. i 914. godine), na temelju legende Olge od Kijeva. Godine 1021. Jaroslav Mudri dao je Vitebsk Knezu iz Polotska. 
Rodno je mjesto svjetski poznatog slikara Marca Chagalla. Grkokatolički biskup grada bio je sveti Jozafat, koji je ovdje i ubijen.
U gradu se održava Međunarodni festival umjetnosti Slavjanski bazar.